# Liubenovo, Haskovo
Liubenovo (în bulgară Любеново) este un sat în comuna Haskovo, regiunea Haskovo,  Bulgaria. 

## Demografie
Componența etnică a satului Liubenovo
     Bulgari (100%)
     Nicio identificare (0%)
     Altele (0%)
La recensământul din 2011, populația satului Liubenovo era de 89 locuitori. Din punct de vedere etnic, toți locuitorii erau bulgari.